# Sendai Hi-Land Raceway
Der Sendai Hi-Land Raceway (japanisch: 仙台ハイランド) war eine permanente Motorsport-Rennstrecke bei Shinkawa, Sendai in der Präfektur Miyagi in Japan.

## Geschichte
Die Rennstrecke wurde 1986 am Rand eines seit 1974 bestehenden Ski-Resorts auf einem Hochplateau etwa 20 km westlich der japanischen Metropole Sendai errichtet. Die ursprünglich 3.956 km lange Bahn wurde im Jahr 1996 auf 4.063 km erweitert. 2007 erfolgte eine erneute Renovierung.
2011 wurde die Strecke durch das Tōhoku-Erdbeben beschädigt, wobei die Beschädigungen noch repariert werden konnten. Schon 2012, wurde die Strecke jedoch von einem Zyklon getroffen, der den Kontrollturm und andere Einrichtungen schwer beschädigte. Infolgedessen verzichtete man ab da auf die Organisation von Rennveranstaltungen und setzte ihren Betrieb hauptsächlich als Trackday- und Trainingsstrecke fort. Finanzielle Schwierigkeiten führten 2014 zur Schließung der Strecke, 2015 zur Schließung des angeschlossenen Vergnügungsparks und 2016 zur Schließung des angeschlossenen Golfplatzes. Die Rennveranstaltungen in der Region wechselten auf das nur 21 km südöstlich gelegene Sportsland Sugo. Heute befindet sich ein Solarkraftwerk auf dem Gelände.

## Streckenbeschreibung

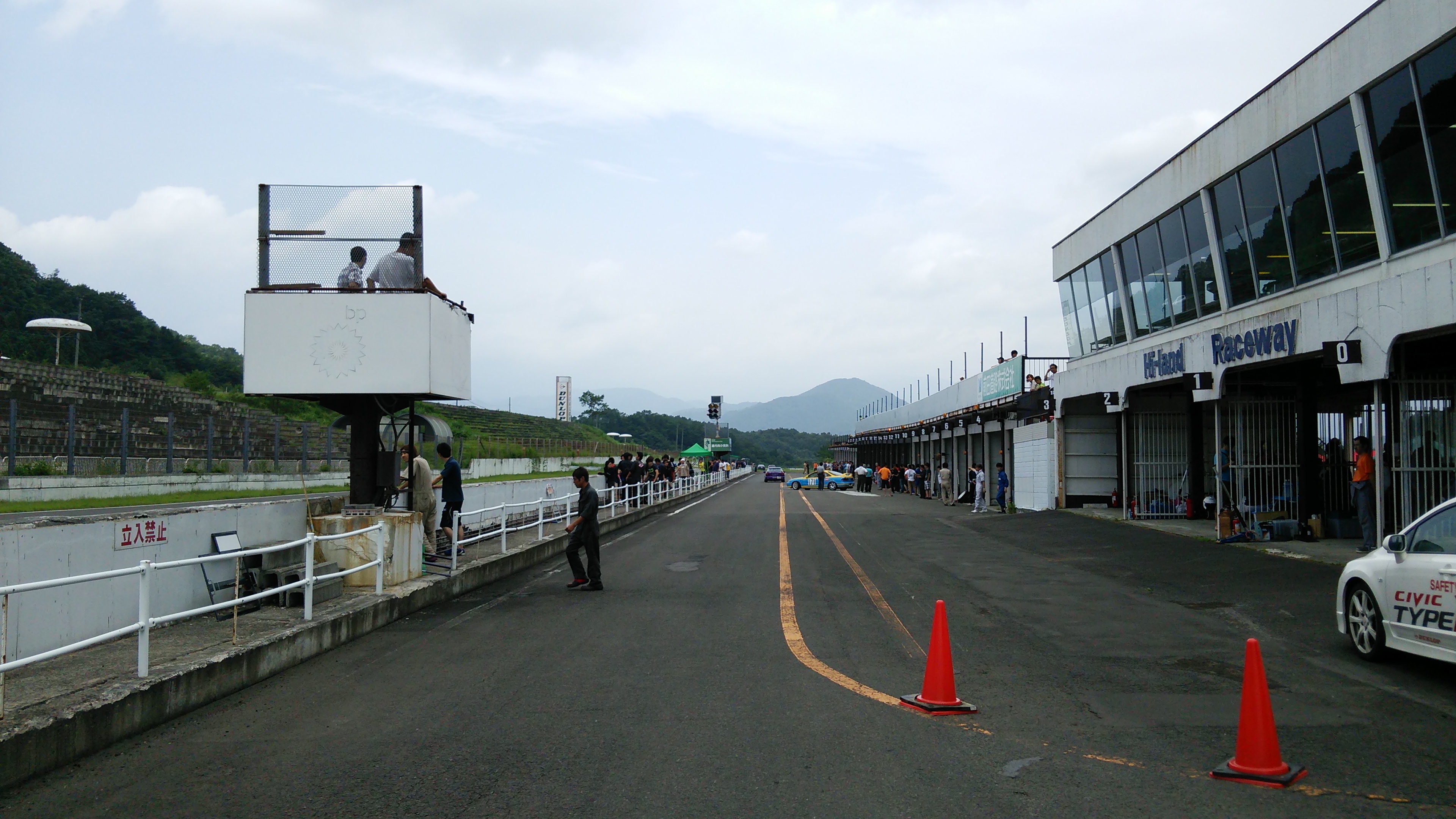
Boxengasse des Sendai Hi-Land Raceways

Der Motorsportpark des Sendai Hi-Land Raceways umfasste die folgenden Anlagen:
- Eine 4.063 km lange, gegen den Uhrzeigersinn zu befahrene Rennstrecke
- Ein bis zu 1.463,70 m langer Motocross-Kurs
- Eine 705,73 m lange Driftstrecke
- Eine Leihkartbahn (452,0 m Länge)
- Die einzige permanente Drag-Strecke in Japan auf der Wettbewerbe über eine Viertelmeile ausgetragen werden konnten

Angeschlossen an die Rennstrecke waren auch ein Golfplatz und ein Vergnügungspark.

## Veranstaltungen
Die Strecke war ein regelmäßiger Austragungsort der japanischen Formel 3 Meisterschaft sowie der japanischen Tourenwagenmeisterschaft. Von 1994 bis 1998 gastierte die japanische Super-GT-Serie 5 mal in Folge auf dem Kurs. Zuletzt startete die Super-Taiku-Serie 2010 auf der Strecke.
Wegen ihrer guten Erreichbarkeit von Sendai aus war die Anlage ganzjährig ein beliebter Austragungsort für Trackdays, Testfahrten, Reifentest und Fahrzeugpräsentationen.